# Хъндредвейт
Хъндредвейт (cwt) (на английски: hundredweight от hundred – сто и weight – тегло) е неметрична единица за измерване на маса в САЩ и Великобритания. Различават се американски и английски хъндредвейтове:
- Американски хъндредвейт (къс хъндредвейт, къс центнер, американски центнер, центал, английски квинтал) = 1/20 американски тона = 100 търговски фунта = 45,359237 килограма. Използва се основно, в селското стопанство (за измерване на теглото на домашните животни, пшеницата и т.н.).

- Английски хъндредвейт (дълъг хъндредвейт, дълъг центнер, английски центнер, лондонски хъндредвейт) = 1/20 английски тона = 112 търговски фунта = 50,80234544 килограма. Използва се рядко. В Ирландия и Великобритания въглищата и строителните материали се разфасоват в чували с такаво тегло, но напоследък все по-често се използва упаковка от 50 килограма.

И в двете системи хъндредвейт се обозначава с абревиатурата cwt, в която wt е съкращение от английското weight (тегло), а c е изписването на римската цифра за числото 100.
До XV век в Англия се използва и т. нар. стар хъндредвейт, равен на 108 търговски фунта, т.е. тон, образуван от 20 такива хъндредвейта, се състои от 2160 търговски фунта. Старият хъндредвейт е заменен от английския хъндредвейт.